# El Caballero Azul (Tokyo Mew Mew)
Caballero Azul (蒼の騎士 Ao no Kishi?) es un personaje de ficción en la serie de anime y manga Tokyo Mew Mew. El nombre del Caballero Azul en japonés es simplemente traducido al inglés y español en Mew Mew Power y en los mangas traducidos.

## Historia

### Tokyo Mew Mew
El Caballero Azul aparece en la última página del Volumen 4. El Caballero Azul es introducido en las últimas páginas del Volumen 4, salvando a Ichigo Momomiya de Chimera Animas acuáticos, prometiendo protegerla. Continuando en el Volumen 5 cuando Kisshu los interrumpe diciendo que Ichigo es suya, y ataca al Caballero Azul. Kisshu entonces piensa que lo ha herido gravemente, pero sin notarlo, El Caballero Azul deja dos cortaduras en su rostro. Furioso, Kisshu se va diciendo que él regresará por Ichigo. Ella aprecia lo que El Caballero Azul hizo, pero se pregunta por qué la ayudó. Entonces, él responde diciendo que él es suyo, y nació para protegerla. Ichigo entonces dice que él le recuerda a alguien. Ella llega a la conclusión de que tiene que ser Ryō Shirogane, ya que él dijo: "Eres más pesada de lo que pareces", y Ryō dijo lo mismo cuando ella lo conoció.
Más tarde, El Caballero Azul protege a Ichigo del Chimera Anima llamado "Zenomoglin". Ichigo, al ver que él fue herido por el Zenomoglin, dice que ella también puede pelear, ya que él se opuso dejarla pelear. Ambos son capaces de derrotar al Zenomoglin, y El Caballero Azul desaparece.
Después de que Ichigo le revela a Masaya Aoyama que ella es una Mew Mew, El Caballero Azul aparece para ayudarla a a combatir a numerosos Chimera Anima. Kisshu parece muy complacido de verlo, diciendo que esta será su oportunidad de vengarse. Entonces Kisshu crea varias ilusiones de sí mismo splits, confundiendo a Ichigo y al Caballero Azul. El Caballero Azul ataca una de las ilusiones, creyendo que este es el verdadero Kisshu, pero desaparece. Kisshu abraza a Ichigo, lo cual enfurece al Caballero Azul. No se muestra claramente lo que pasó, pero Kisshu establece él destruyó todas las ilusiones y también lo ha herido gravemente. Posiblemente porque se dio cuenta de que El Caballero Azul es más fuerte que él, Kisshu le dice la Caballero Azul que lo mate. Mirando muy sorprendido que él va a matarlo ya que creía que no iba a hacerlo, pero Ichigo lo detiene diciendo que es suficiente. Entonces desaparece y no no vuelve a aparecer hasta el siguiente volumen.

### Tokyo Mew Mew à la mode
El Caballero Azul no aparece en Tokyo Mew Mew à la mode

### Tokyo Mew Mew
El Caballero Azul es introducido en el episodio 17, titulado Ao no Kishi! Omae wa Ore ga Mamoru!! (¡El Caballero Azul! ¡¡Te protegeré!!), cuando él va a salvar a Mew Ichigo de Kisshu ya que Ichigo estaba enferma y demasiado débil para pelear. 
En el siguiente episodio, cuando Kisshu le pregunta quién es, El Caballero Azul le responde diciendo: "¿Quién sabe?... ¡Obviamente no tu aliado!". Kisshu es provocado, lo ataca, pero El Caballero Azul es capaz de bloquear sus ataques. Ichigo se pregunta por qué El Caballero Azul la salvó. Entonces es herido en el brazo intentando proteger a Ichigo de Kisshu. Las otras Mew Mews llegan, y Kisshu, Pai y Taruto se retiran cuando Ichigo los ataca. Entonces, El Caballero Azul le dice a Mew Ichigo que él nació para protegerla, y se marcha. Justo después de eso, Ryō Shirogane aparece y atrapa a Mew Ichigo, que se desmaya. Más tarde, las chicas empiezan a creer que El Caballero Azul es Ryō. Ichigo recuerda que El Caballero Azul dijo que ella es más pesada de lo que parece, lo mismo que Ryō dijo cuando la salvó de un Chimera Anima rata en el episodio 1. 
El Caballero Azul aparece otra vez en episodio 24 ayudando a las Mew Mews a derrotar a un Chimera Anima tortuga. 
El Caballero Azul luego aparece en el episodio 26, salvando a Mew Ichigo (que cayó de la espalda del Chimera Anima polilla), y una vez más le dice a Mew Ichigo que él nació para protegerla. Creyendo que El Caballero Azul es Ryō, Ichigo intenta decirle que ella ama a alguien más, a lo que él responde que a él no le importa, y que amar a alguien es noble.
Más tarde, él continúa ayudando a las Mew Mews a derrotar Chimera Animas, y normalmente les dice cual es el punto débil del monstruo, haciendo más fácil para ellas derrotarlos.
La identidad del Caballero Azul es revelada en el episodio 45, cuando Kisshu intenta matar a Ichigo (que no puede transformarse porque él le quitó su medallón), porque ella se negó a irse con él. Masaya (en su forma normal) llega para ayudarla, y la escena da la impresión que él puede sentir si Ichigo está en peligro. Cuando ella le dice que huya él se niega. Kisshu se molesta, e intenta atacarlo, pero Ichigo interrumpe, y Masaya es herido en el brazo. Entonces, Masaya se transforma en El Caballero Azul justo en frente de Ichigo y Kisshu (no está claro si se transformó a voluntad propia o no), pero por culpa de su herida no puede peliar con normalidad, y Kisshu casi lo mata. Ryō aparece con las otras Mew Mews, y ellos escuchan a Ichigo llamando al Caballero Azul "Aoyama-kun". Ichigo toma su medallón y corre al frente del ataque de Kisshu para proteger al Caballero Azul. Kisshu es impactado, creyendo que ha matado a Ichigo, pero Mew Ichigo creó un escudo alrededor de ella, salvándola a ella y al Caballero Azul. Después de eso, Masaya se une al equipo, aunque a Ryō parece no agradarle la idea.

### Mew Mew Power
En Mew Mew Power, El Caballero Azul es uno los pocos personajes cuyo nombre no es cambiado. Su personaje es casi el mismo.

## Personalidad
Antes de que Masaya se diera cuenta de él era El Caballero Azul, su personalidad mientras estaba transformado era muy diferente de su personalidad normal. El Caballero Azul es muy serio y determinado a proteger a Ichigo.

## Armas y Habilidades
Él combate con una espada, y puede usarla para un ataque llamado "Hoja de Cometa Indigo". Al igual que los aliens, parece tener la habilidad de teletransportarse.
- Datos: Q5821090